# SCOPA FC
La SCOPA FC o semplicemente SCOPA è stata una squadra di calcio samoana.

## Storia
La prima apparizione dello SCOPA è avvenuta nel 1981 quando ha vinto lo scudetto della National League condividendo il titolo con il Vaivase-Tai (l'unica volta nella storia che nella massima serie del campionato samoano è stato condiviso il titolo tra due squadre) nel 1985 lo SCOPA si è classificato in ottava posizione, ma successivamente non ha più partecipato alle edizioni del campionato.

## Palmarès
- National league: 1

1981